# Renault Laguna
Renault Laguna – samochód osobowy klasy średniej produkowany przez francuską markę Renault w latach 1993 - 2015.

## Pierwsza generacja

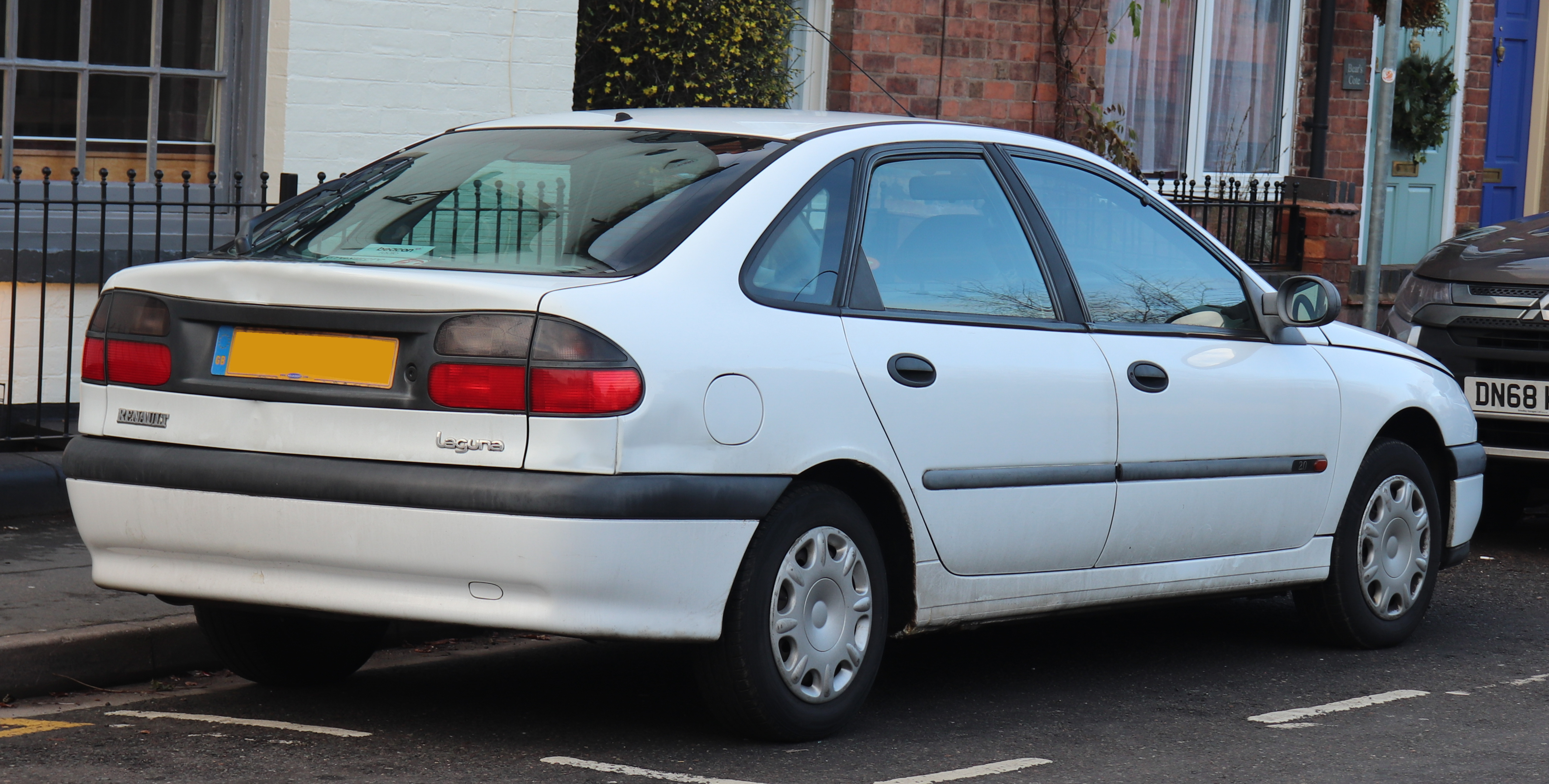
Renault Laguna I - tył

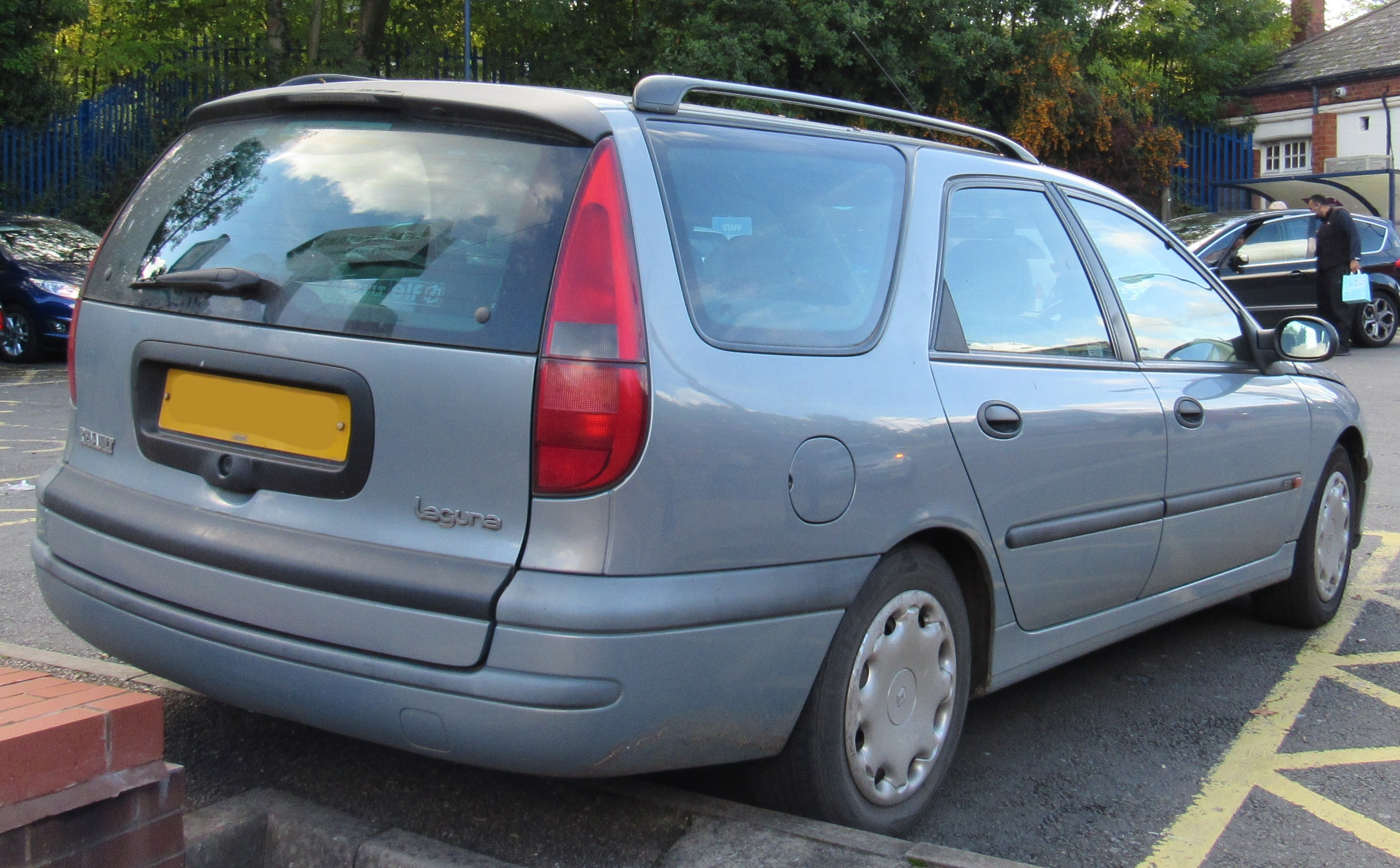
Renault Laguna I Kombi

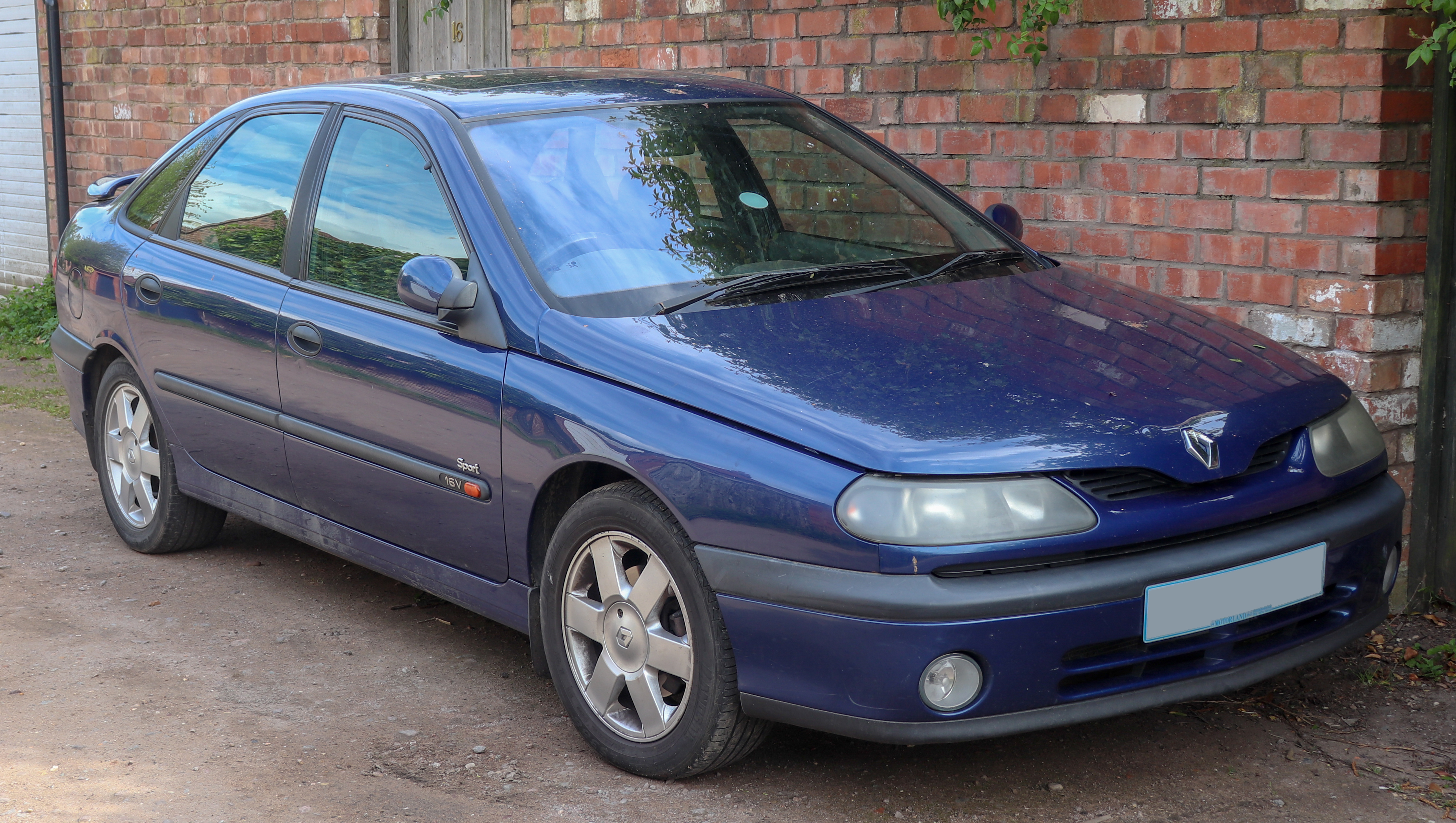
Renault Laguna I po liftingu

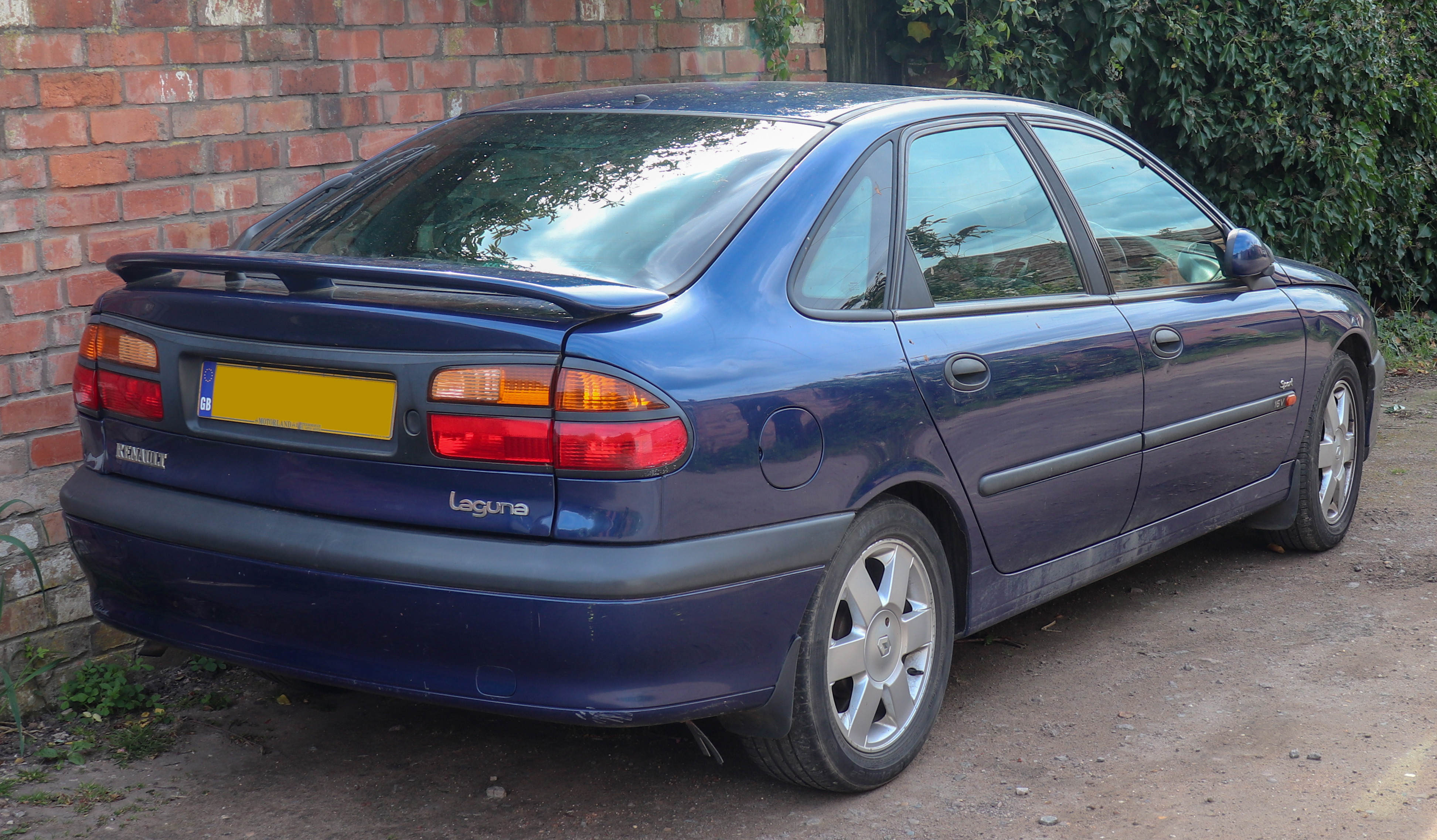
Renault Laguna I - tył po liftingu

Renault Laguna I została zaprezentowana po raz pierwszy we wrześniu 1993 roku.
Laguna to następca Renault 21. Pod koniec 1995 roku wprowadzono wersję kombi zwaną Laguna Grandtour, która zastąpiła Renault 21 Nevada. Przez cały okres produkcji poziom wyposażenia standardowego wzrastał. Większość modeli wyposażone było standardowo w m.in. wspomaganie kierownicy, elektrycznie sterowane przednie szyby, poduszkę powietrzną kierowcy, centralny zamek sterowany pilotem. Opcjonalnie pojazd wyposażyć można było m.in. w poduszkę powietrzną pasażera, ABS, automatyczną klimatyzację, elektrycznie podgrzewaną przednią szybę, pirotechniczne napinacze pasów bezpieczeństwa, immobilizer, elektrycznie regulowane lusterka, szyberdach oraz fotele przednie, odtwarzacz CD oraz komputer pokładowy z opcjonalnym syntezatorem mowy sygnalizującym głosowo każdą awarię w samochodzie, oraz informujący o niedopatrzeniach ze strony kierowcy np. o niedomkniętych drzwiach. 
Na początku 1998 roku auto przeszło face lifting. Zmieniono nieznacznie przednie i tylne światła oraz parę innych drobiazgów. Wprowadzono dwa nowe silniki benzynowe: 1.6 16V oraz 1.8 16V oraz jeden nowy turbodiesel 1.9 dTi. Wycofano silnik 1,8 8V oraz wolnossącą wersję silnika Diesla 2,2 litra. Zmieniono też automatyczną skrzynię biegów, wprowadzając nową "proaktywną", wyprodukowaną we współpracy z koncernem PSA Peugeot Citroën.
W 2000 roku zaprezentowano finałową wersję tego modelu Renault Lagunę Millenium z bogatym wyposażeniem, między innymi z półskórzanymi siedzeniami.
Najbogatszą wersją wyposażenia Laguny, wprowadzoną w 1997 roku, była Initiale Paris. W wersji przed liftingiem występowała z silnikami: 2.0 8V ze skrzynią automatyczną, 3.0 V6 24V (skrzynia manualna lub automatyczna). Wyposażenie obejmowało m.in. skórzaną tapicerkę, inną kolorystykę wnętrza, drewnopodobne elementy kokpitu (panel klimatyzacji, klapka od radia, uchwyty drzwi), lakierowane pod kolor nadwozia listwy boczne. Laguny po liftingu, w tej wersji wyposażenia, były wyposażone w silniki: 1.8 16V, 2.0 8V ze skrzynią automatyczną, 3.0 V6 24V (skrzynia manualna lub automatyczna) lub 2.2 dT (diesel o mocy 113 KM). Wyposażenie wzbogacono m.in. o kolorowa nawigację – Carminat 6000 – montowaną w konsoli centralnej. Wersja Initiale Paris nie była wersją limitowaną, ale nie była oferowana na rynku polskim.

### Silniki[2]

#### Phase I
- Benzynowe

| Silnik          | Pojemność skokowa [cm³] | Moc maksymalna [KM] ( [kW] ) przy obr./min | Maks. moment obrotowy [Nm] przy obr./min | Układ i liczba cylindrów | Układ rozrządu/ liczba zaworów | Czas przyspieszania 0-100 km/h (s) | Prędkość maksymalna km/h | Spalanie (l/100km) średnio |
| --------------- | ----------------------- | ------------------------------------------ | ---------------------------------------- | ------------------------ | ------------------------------ | ---------------------------------- | ------------------------ | -------------------------- |
| 1.8             | 1794                    | 90 (66)/5750                               | 144/2750                                 | R4                       | OHC/8                          | 13,9                               | 180                      | 8,0                        |
| 1.8             | 1794                    | 95 (70)/5750                               | 142/2750                                 | R4                       | OHC/8                          | 13,9                               | 180                      | 8,0                        |
| 1.8             | 1794                    | 95 (70)/5250                               | 148/3000                                 | R4                       | OHC/8                          | 14,2                               | 180                      | 8,0                        |
| 2.0             | 1998                    | 113 (83)/5250                              | 168/3500                                 | R4                       | OHC/8                          | 10,6                               | 200                      | 8,1                        |
| 2.0 Aut.        | 1998                    | 113 (83)/5250                              | 168/3500                                 | R4                       | OHC/8                          | 11,6                               | 190                      | 8,6                        |
| 2.0 S           | 1948                    | 139 (102)/6000                             | 182/4500                                 | R4                       | DOHC/16                        | 9,8                                | 204                      | 8,7                        |
| 3.0 V6          | 2963                    | 167 (123)/5500                             | 235/4500                                 | V6                       | OHC/12                         | 8,6                                | 220                      | 9,9                        |
| 3.0 V6 Aut.     | 2963                    | 167 (123)/5500                             | 235/4500                                 | V6                       | OHC/12                         | 9,2                                | 212                      | 10,0                       |
| 3.0 V6 24V      | 2946                    | 190 (140)/5750                             | 267/4000                                 | V6                       | DOHC/24                        | 7,7                                | 235                      | 11,0                       |
| 3.0 V6 24V Aut. | 2946                    | 190 (140)/5750                             | 267/4000                                 | V6                       | DOHC/24                        | 8,9                                | 230                      | 11,5                       |

- Diesla

| Silnik | Pojemność skokowa [cm³] | Moc maksymalna [KM] ( [kW] ) przy obr./min | Maks. moment obrotowy [Nm] przy obr./min | Układ i liczba cylindrów | Układ rozrządu/ liczba zaworów | Czas przyspieszania 0-100 km/h (s) | Prędkość maksymalna km/h | Spalanie (l/100km) średnio |
| ------ | ----------------------- | ------------------------------------------ | ---------------------------------------- | ------------------------ | ------------------------------ | ---------------------------------- | ------------------------ | -------------------------- |
| 2.2 d  | 2188                    | 83 (61)/4500                               | 142/2250                                 | R4                       | OHC/12                         | 15,3                               | 175                      | 7,1                        |
| 2.2 dT | 2188                    | 113 (83)/4300                              | 234/2000                                 | R4                       | OHC/12                         | 11,8                               | 195                      | 7,2                        |

#### Phase II
- Benzynowe

| Silnik          | Pojemność skokowa [cm³] | Moc maksymalna [KM] ( [kW] ) przy obr./min | Maks. moment obrotowy [Nm] przy obr./min | Układ i liczba cylindrów | Układ rozrządu/ liczba zaworów | Czas przyspieszania 0-100 km/h (s) | Prędkość maksymalna km/h | Spalanie (l/100km) średnio |
| --------------- | ----------------------- | ------------------------------------------ | ---------------------------------------- | ------------------------ | ------------------------------ | ---------------------------------- | ------------------------ | -------------------------- |
| 1.6 16V         | 1598                    | 107 (79)/5750                              | 148/3750                                 | R4                       | DOHC/16                        | 11,5                               | 195                      | 7,5                        |
| 1.8 16V         | 1783                    | 120 (88)/5750                              | 165/3500                                 | R4                       | DOHC/16                        | 10,7                               | 203                      | 7,9                        |
| 2.0 16V         | 1948                    | 139 (102)/6000                             | 182/4500                                 | R4                       | DOHC/16                        | 9,8                                | 204                      | 8,0                        |
| 2.0 16V         | 1998                    | 139 (102)/5500                             | 188/3750                                 | R4                       | DOHC/16                        | 9,8                                | 208                      | 7,7                        |
| 2.0 Aut.        | 1998                    | 113 (83)/5250                              | 168/3500                                 | R4                       | OHC/8                          | 11,6                               | 190                      | 9,0                        |
| 3.0 V6 24V      | 2946                    | 190 (140)/5750                             | 267/4000                                 | V6                       | DOHC/24                        | 7,7                                | 235                      | 11,0                       |
| 3.0 V6 24V Aut. | 2946                    | 190 (140)/5750                             | 267/4000                                 | V6                       | DOHC/24                        | 8,9                                | 230                      | 11,5                       |

- Diesla

| Silnik       | Pojemność skokowa [cm³] | Moc maksymalna [KM] ( [kW] ) przy obr./min | Maks. moment obrotowy [Nm] przy obr./min | Układ i liczba cylindrów | Układ rozrządu/ liczba zaworów | Czas przyspieszania 0-100 km/h (s) | Prędkość maksymalna km/h | Spalanie (l/100km) miasto/trasa/średnio |
| ------------ | ----------------------- | ------------------------------------------ | ---------------------------------------- | ------------------------ | ------------------------------ | ---------------------------------- | ------------------------ | --------------------------------------- |
| 1.9 dTi      | 1870                    | 98 (72)/4000                               | 200/2000                                 | R4                       | OHC/8                          | 12,5                               | 185                      | 5,5                                     |
| 1.9 dTi Aut. | 1870                    | 98 (72)/4000                               | 200/2000                                 | R4                       | OHC/8                          | 13,5                               | 185                      | 6,3                                     |
| 1.9 dCi      | 1870                    | 107 (79)/4000                              | 250/1750                                 | R4                       | OHC/8                          | 11,8                               | 190                      | 5,6                                     |
| 2.2 dT       | 2188                    | 113 (83)/4300                              | 234/2000                                 | R4                       | OHC/12                         | 11,8                               | 195                      | 7,2                                     |

## Druga generacja

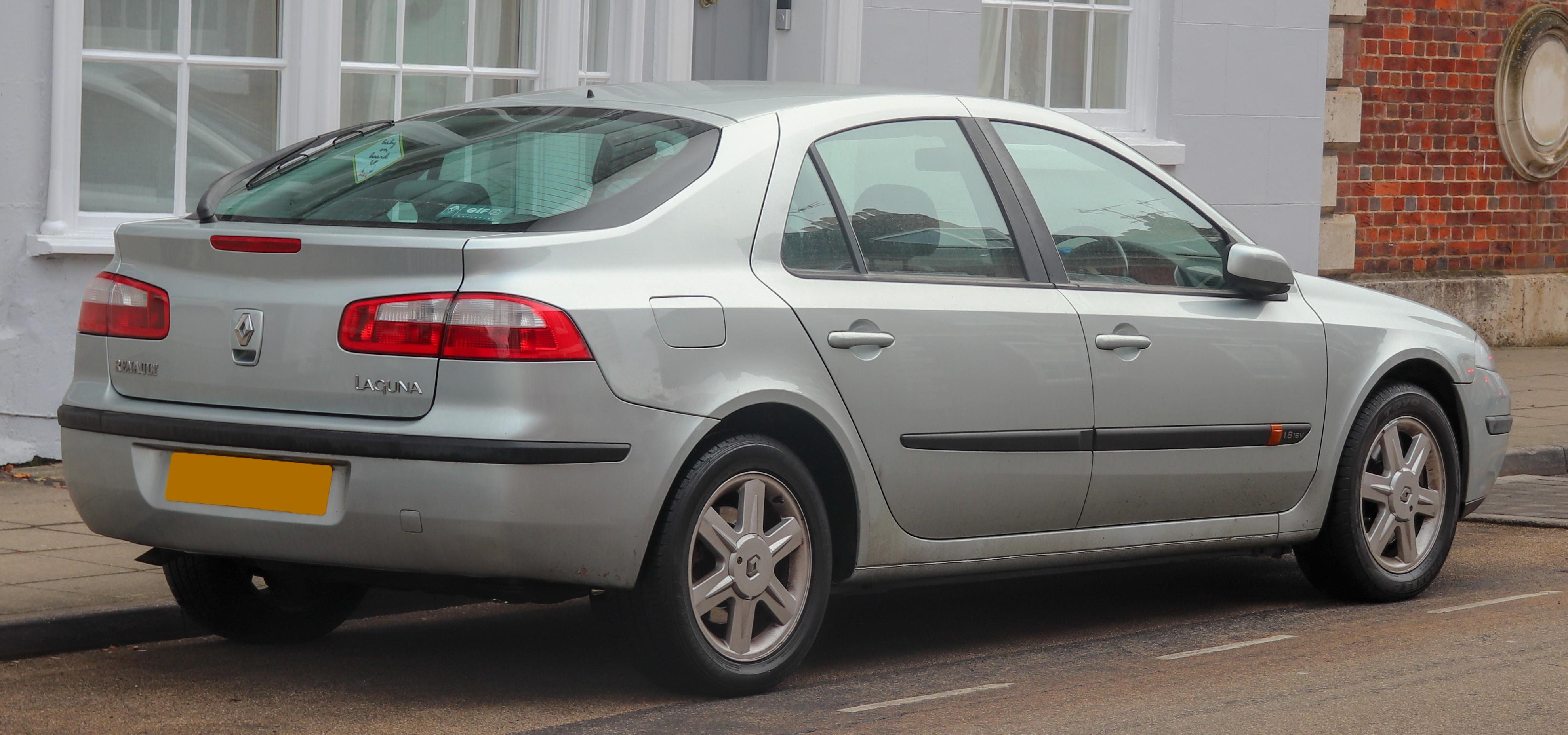
Renault Laguna II - tył

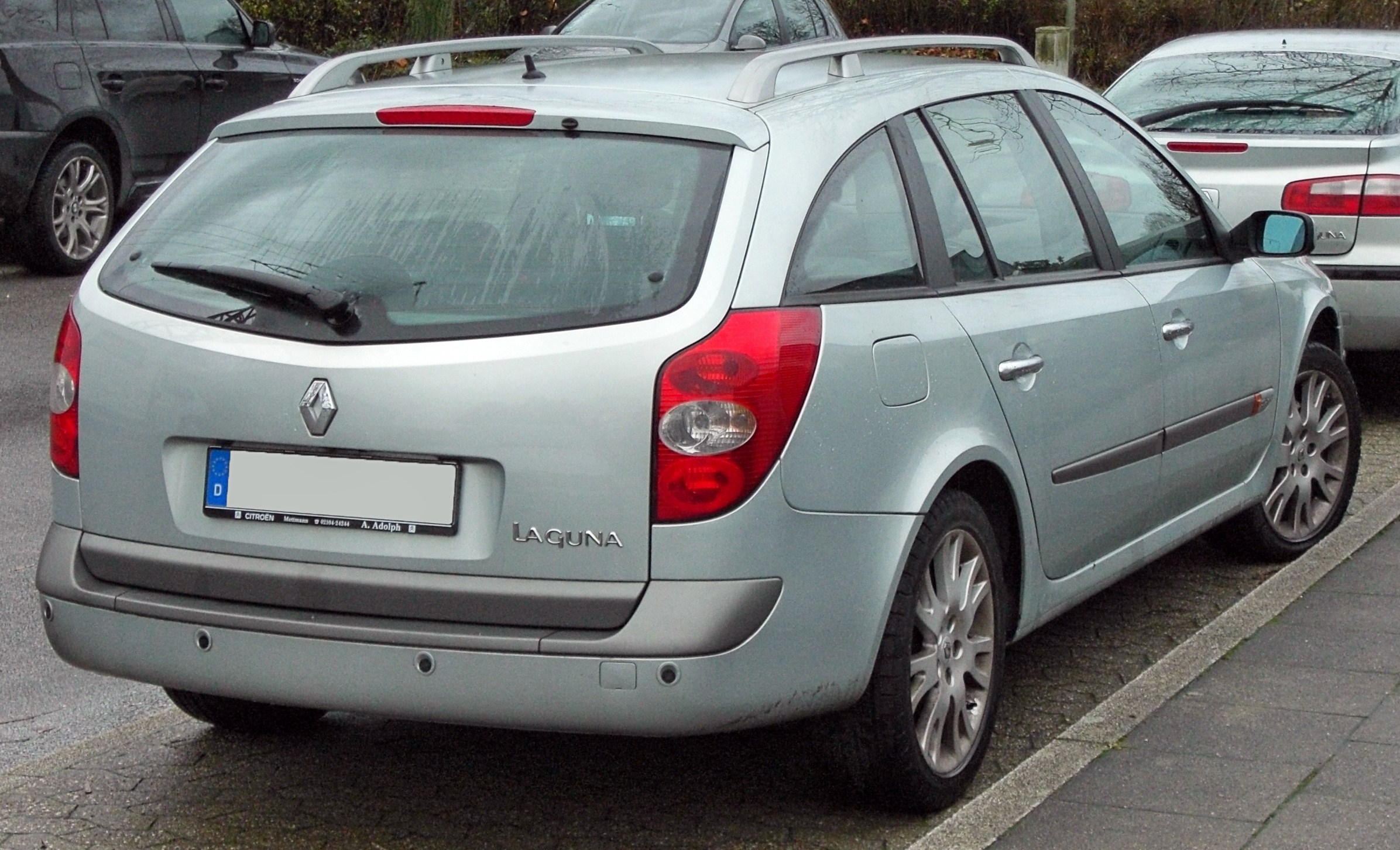
Renault Laguna II Kombi

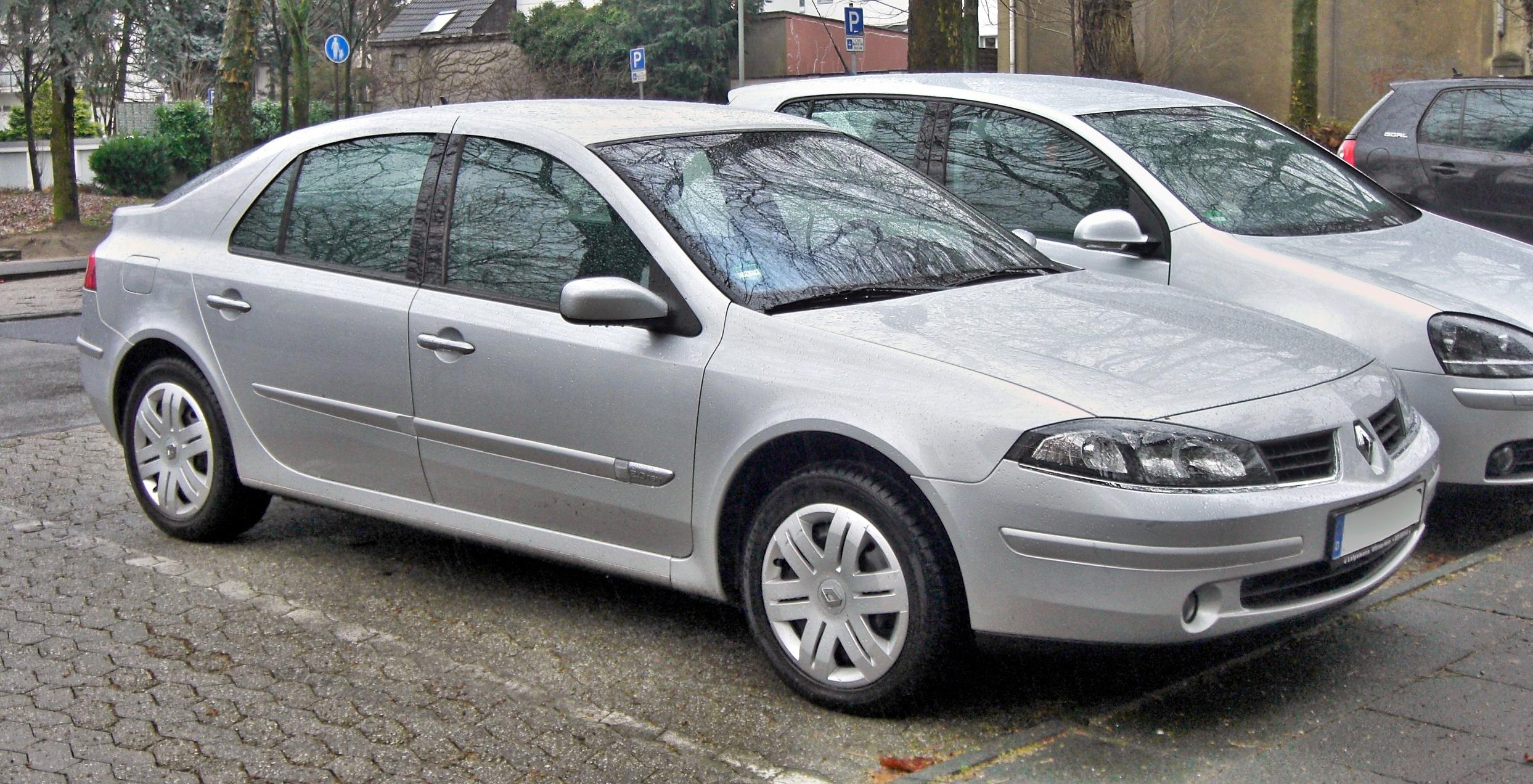
Renault Laguna II po liftingu

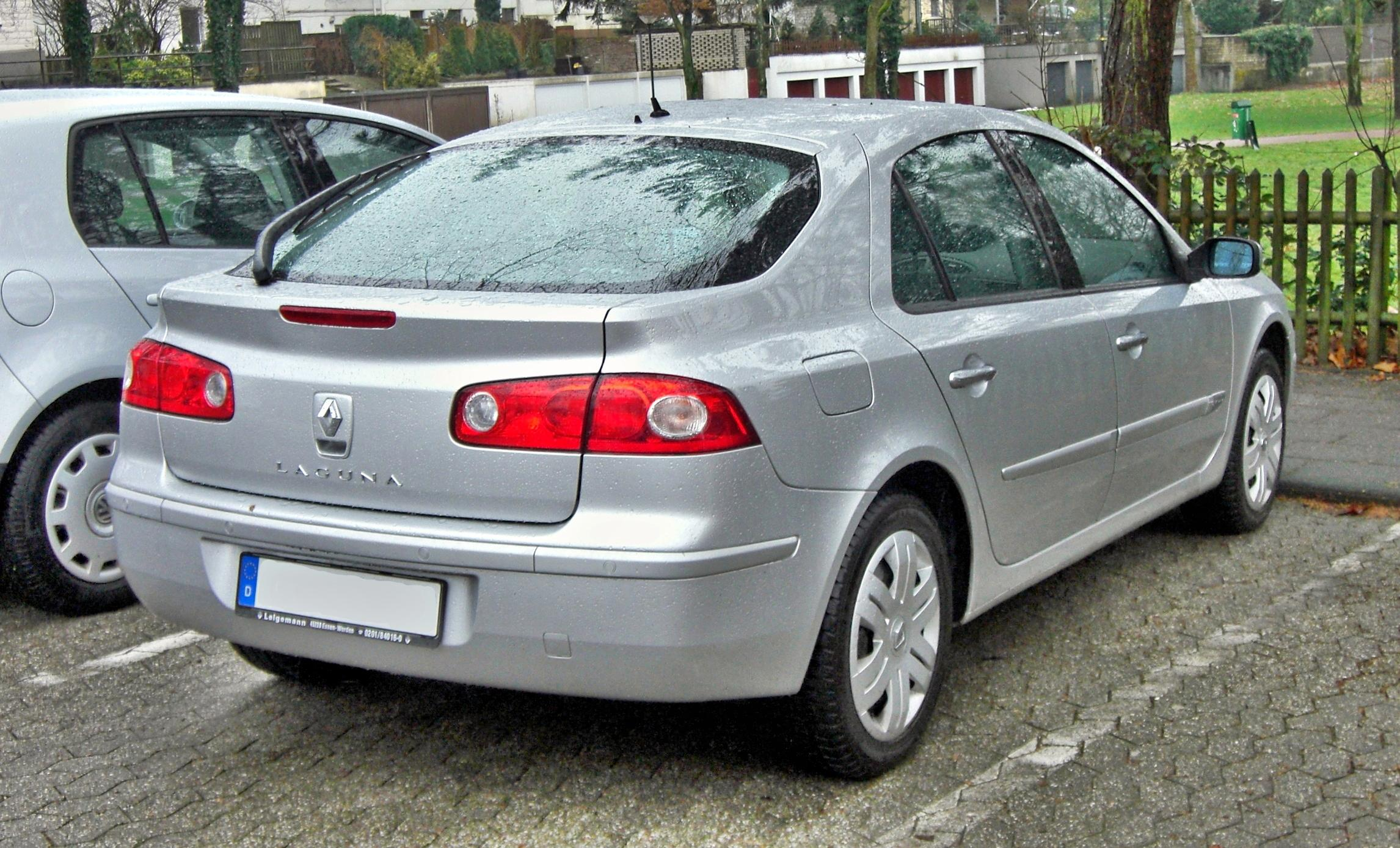
Renault Laguna II - tył po liftingu

Renault Laguna II została zaprezentowana po raz pierwszy w 2001 roku.
Laguna drugiej generacji została zaprezentowana w 2000 roku jako zupełnie nowy model dzielący płytę podłogową z Nissanem Primerą. Auto posiada także cechy wspólne z Renault Vel Satis. Silniki zostały zmodernizowane, a lista wyposażenia była dłuższa. Zastosowano silniki benzynowe: 1,6 16V, 1,8 16V, 2,0 16V (wersja z turbo i bez turbo lub z bezpośrednim wtryskiem) oraz 3,0 24V. Przewidziano też dwa silniki Diesla: 1,9 oraz 2,2 z wtryskiem typu Common Rail. Charakterystyczny dla Renault Laguny II był system „keyless” – samochód otwierało się, zamykało, a także uruchamiało silnik nie kluczykiem, ale kartą o rozmiarach zbliżonych do karty płatniczej. Rozwinięciem systemu "keyless" był system "handsfree", dzięki któremu otwarcie lub zamknięcie samochodu czy uruchomienie silnika wymagało jedynie obecności karty w pobliżu auta. Stylizacja samochodu bardzo nawiązuje do koncepcyjnej Renault Initiale. Renault Laguna II była pierwszym samochodem osobowym dostępnym w Europie, który otrzymał pięć gwiazdek w testach zderzeniowych Euro NCAP.
W plebiscycie na Europejski Samochód Roku 2002 model zajął 2. pozycję (za Peugeotem 307).
Zaprezentowano też wersję kombi nazywaną w zależności od rynku SportsTourer albo Grandtour. W przeciwieństwie do poprzednika, wersja siedmioosobowa samochodu była niedostępna. Nadwozie kombi reklamowano jako pojazd przede wszystkim służący w codziennym życiu, niż jako pojazd do przewozu towarów.
Po 4 latach produkcji w kwietniu 2005 roku Lagunę II postanowiono zmodernizować. Zmianie poddano wygląd zewnętrzny pojazdu, przede wszystkim przednią część nadwozia, wprowadzając nową stylizację pasa przedniego wraz z reflektorami oraz nowy kształt pokrywy silnika. Istotniejsze zmiany dotyczą rozwiązań technicznych. Duże zmiany widać również we wnętrzu. Elementy są lepiej spasowane, wykonane z materiałów o podwyższonej jakości – welurową tkaninę tapicerską zastąpiły miękkie tkaniny z mikrofibry. Duże zmiany objęły deskę rozdzielczą. Laguna mogła być wyposażona w nawigację GPS Carminat.
Do zmodernizowanej Laguny II wprowadzono szeroką gamę silników. Pięć jednostek benzynowych i trzy wysokoprężne. Nowy jest silnik benzynowy oznaczony 2.0T rozwijający moc 205 KM, przeznaczony dla wersji GT. Z wyjątkiem 3-litrowego silnika widlastego 6-cylindrowego, pozostałe mają 4 cylindry ustawione rzędowo. Pod koniec 2005 roku silnik 2,2 dCi zastąpiono nowym silnikiem 2,0 dCi o mocy 150 KM, stworzonym we współpracy z Nissanem. W 2006 roku gamę silników Diesla powiększył silnik 2,0 dCi o mocy 175 KM, który jest najmocniejszą jednostką dieslowską w gamie silników Laguny. W 2007 ostatecznie zakończono produkcję Laguny II i wprowadzoną na rynek już trzecią generację tego modelu.

### Silniki

#### Phase I
- Benzynowe

| Silnik             | Pojemność skokowa [cm³] | Moc maksymalna [KM] ( [kW] ) przy obr./min | Maks. moment obrotowy [Nm] przy obr./min | Układ i liczba cylindrów | Układ rozrządu/ liczba zaworów | Przyśpieszenie (s) 0-100 km/h | Prędkość maksymalna km/h | Spalanie (l/100km) miasto/trasa/średnio |
| ------------------ | ----------------------- | ------------------------------------------ | ---------------------------------------- | ------------------------ | ------------------------------ | ----------------------------- | ------------------------ | --------------------------------------- |
| 1.6 16V            | 1598                    | 107 (79)/5750                              | 148/3750                                 | R4                       | DOHC/16                        | 11,5                          | 195                      | 9,9/5,7/7,2                             |
| 1.8 16V            | 1783                    | 120 (88)/5750                              | 168/3750                                 | R4                       | DOHC/16                        | 10,7                          | 203                      | 10,0/6,1/7,5                            |
| 1.8 16V Aut.       | 1783                    | 116 (85)/5750                              | 168/3750                                 | R4                       | DOHC/16                        | 12,9                          | 190                      | 11,7/6,4/8,3                            |
| 2.0 16V            | 1998                    | 135 (99)/5500                              | 191/3750                                 | R4                       | DOHC/16                        | 9,9                           | 205                      | 10,7/6,3/7,9                            |
| 2.0 16V IDE        | 1998                    | 140 (103)/5750                             | 203/3750                                 | R4                       | DOHC/16                        | 9,8                           | 210                      | 10,4/6,1/7,7                            |
| 2.0 16V Turbo      | 1998                    | 163 (120)/5000                             | 270/3250                                 | R4                       | DOHC/16                        | 8,5                           | 218                      | 11,4/6,4/8,2                            |
| 2.0 16V Turbo Aut. | 1998                    | 163 (120)/5000                             | 270/3250                                 | R4                       | DOHC/16                        | 9.2                           | 218                      | 12,1/6,3/8,4                            |
| 3.0 24V V6 Aut.    | 2946                    | 207 (152)/6000                             | 285/3750                                 | V6                       | DOHC/24                        | 8.0                           | 235                      | 14,9/7,3/10,1                           |

Wersja 2.0 16V IDE na bezpośrednim wtrysku paliwa. Oferowana tylko w 2001-2002r.

- Diesla

| Silnik           | Pojemność skokowa [cm³] | Moc maksymalna [KM] ( [kW] ) przy obr./min | Maks. moment obrotowy [Nm] przy obr./min | Układ i liczba cylindrów | Układ rozrządu/ liczba zaworów | Przyśpieszenie (s) 0-100 km/h | Prędkość maksymalna km/h | Spalanie (l/100km) miasto/trasa/średnio |
| ---------------- | ----------------------- | ------------------------------------------ | ---------------------------------------- | ------------------------ | ------------------------------ | ----------------------------- | ------------------------ | --------------------------------------- |
| 1.9 dCi 90       | 1870                    | 92 (68)/4000                               | 230/2000                                 | R4                       | OHC/8                          | 14,2                          | 182                      | 7,5/4,5/5,6                             |
| 1.9 dCi 100      | 1870                    | 100 (74)/4000                              | 200/1500                                 | R4                       | OHC/8                          | 13,0                          | 185                      | 7,2/4,4/5,4                             |
| 1.9 dCi 110      | 1870                    | 107 (79)/4000                              | 250/1750                                 | R4                       | OHC/8                          | 12,3                          | 193                      | 7,3/4,6/5,6                             |
| 1.9 dCi 120      | 1870                    | 120 (88)/4000                              | 270/2000                                 | R4                       | OHC/8                          | 10,7                          | 200                      | 7,2/4,6/5,5                             |
| 2.2 dCi 150      | 2188                    | 150 (110)/4000                             | 320/2000                                 | R4                       | DOHC/16                        | 9,8                           | 215                      | 8,6/5,3/6,5                             |
| 2.2 dCi 150 Aut. | 2188                    | 150 (110)/4000                             | 320/2000                                 | R4                       | DOHC/16                        | 10,9                          | 208                      | 10,6/5,9/7,6                            |

Wersje Phase I nie posiadały filtra cząstek stałych. Wersje 1.9dCi poniżej 120KM oferowane były na niektórych rynkach.

#### Phase II
- Benzynowe

| Silnik             | Pojemność skokowa [cm³] | Moc maksymalna [KM] ( [kW] ) przy obr./min | Maks. moment obrotowy [Nm] przy obr./min | Układ i liczba cylindrów | Układ rozrządu/ liczba zaworów | Przyśpieszenie (s) 0-100 km/h | Prędkość maksymalna km/h | Spalanie (l/100km) miasto/trasa/średnio |
| ------------------ | ----------------------- | ------------------------------------------ | ---------------------------------------- | ------------------------ | ------------------------------ | ----------------------------- | ------------------------ | --------------------------------------- |
| 1.6 16V            | 1598                    | 112 (82)/6000                              | 151/4250                                 | R4                       | DOHC/16                        | 11,5                          | 197                      | 10,0/5,9/7,4                            |
| 2.0 16V            | 1998                    | 135 (99)/5500                              | 191/3750                                 | R4                       | DOHC/16                        | 9,8                           | 207                      | 11,0/6,1/7,9                            |
| 2.0 16V Aut.       | 1998                    | 135 (99)/5500                              | 191/3750                                 | R4                       | DOHC/16                        | 12,3                          | 202                      | 12,2/6,6/8,6                            |
| 2.0 16V Turbo      | 1998                    | 170 (125)/5000                             | 270/3250                                 | R4                       | DOHC/16                        | 8,4                           | 223                      | 11,6/6,5/8,4                            |
| 2.0 16V Turbo Aut. | 1998                    | 170 (125)/5000                             | 270/3250                                 | R4                       | DOHC/16                        | 9,0                           | 219                      | 12,7/6,7/8,9                            |
| 2.0 16V Turbo GT   | 1998                    | 204 (150)/5000                             | 300/3000                                 | R4                       | DOHC/16                        | 7,2                           | 235                      | 11,7/6,6/8,5                            |
| 3.0 24V V6 Aut.    | 2946                    | 210 (154)/6000                             | 280/3750                                 | V6                       | DOHC/24                        | 8,0                           | 235                      | 14,5/7,3/9,9                            |

- Diesla

| Silnik               | Pojemność skokowa [cm³] | Moc maksymalna [KM] ( [kW] ) przy obr./min | Maks. moment obrotowy [Nm] przy obr./min | Układ i liczba cylindrów | Układ rozrządu/ liczba zaworów | Przyśpieszenie (s) 0-100 km/h | Prędkość maksymalna km/h | Spalanie (l/100km) miasto/trasa/średnio |
| -------------------- | ----------------------- | ------------------------------------------ | ---------------------------------------- | ------------------------ | ------------------------------ | ----------------------------- | ------------------------ | --------------------------------------- |
| 1.9 dCi 110 FAP      | 1870                    | 110 (81)/4000                              | 260/2000                                 | R4                       | OHC/8                          | 12,1                          | 194                      | 7,6/4,9/6,0                             |
| 1.9 dCi 120          | 1870                    | 120 (88)/4000                              | 270/2000                                 | R4                       | OHC/8                          | 10,7                          | 200                      | 7,2/4,6/5,5                             |
| 1.9 dCi 130 FAP      | 1870                    | 130 (96)/4000                              | 300/2000                                 | R4                       | OHC/8                          | 10,2                          | 204                      | 7,6/4,9/6,0                             |
| 1.9 dCi 130 FAP Aut. | 1870                    | 130 (96)/4000                              | 300/2000                                 | R4                       | OHC/8                          | 12,2                          | 200                      | 9,5/5,5/6,9                             |
| 2.0 dCi 150          | 1995                    | 150 (110)/4000                             | 340/2000                                 | R4                       | DOHC/16                        | 8,9                           | 215                      | 7,6/4,8/5,8                             |
| 2.0 dCi 150 FAP      | 1995                    | 150 (110)/4000                             | 340/2000                                 | R4                       | DOHC/16                        | 8,9                           | 215                      | 7,9/5,0/6,0                             |
| 2.0 dCi 175 FAP      | 1995                    | 173 (127)/3750                             | 360/1750                                 | R4                       | DOHC/16                        | 8,4                           | 225                      | 7,9/5,0/6,0                             |
| 2.2 dCi 140 FAP      | 2188                    | 139 (102)/4000                             | 320/1750                                 | R4                       | DOHC/16                        | 9,8                           | 210                      | 8,9/5,5/6,8                             |
| 2.2 dCi 140 FAP Aut. | 2188                    | 139 (102)/4000                             | 320/1750                                 | R4                       | DOHC/16                        | 10,4                          | 205                      | 10,7/6,0/7,7                            |
| 2.2 dCi 150          | 2188                    | 150 (110)/4000                             | 320/2000                                 | R4                       | DOHC/16                        | 9.8                           | 215                      | 8,6/5,3/6,5                             |

Silniki 1.9 dCi 120 i 2.2 dCi 150 bez filtra cząstek stałych, dostępne tylko do końca 2005r. Silnik 2.0dCi 175 FAP dostępny od 2006r.

## Trzecia generacja

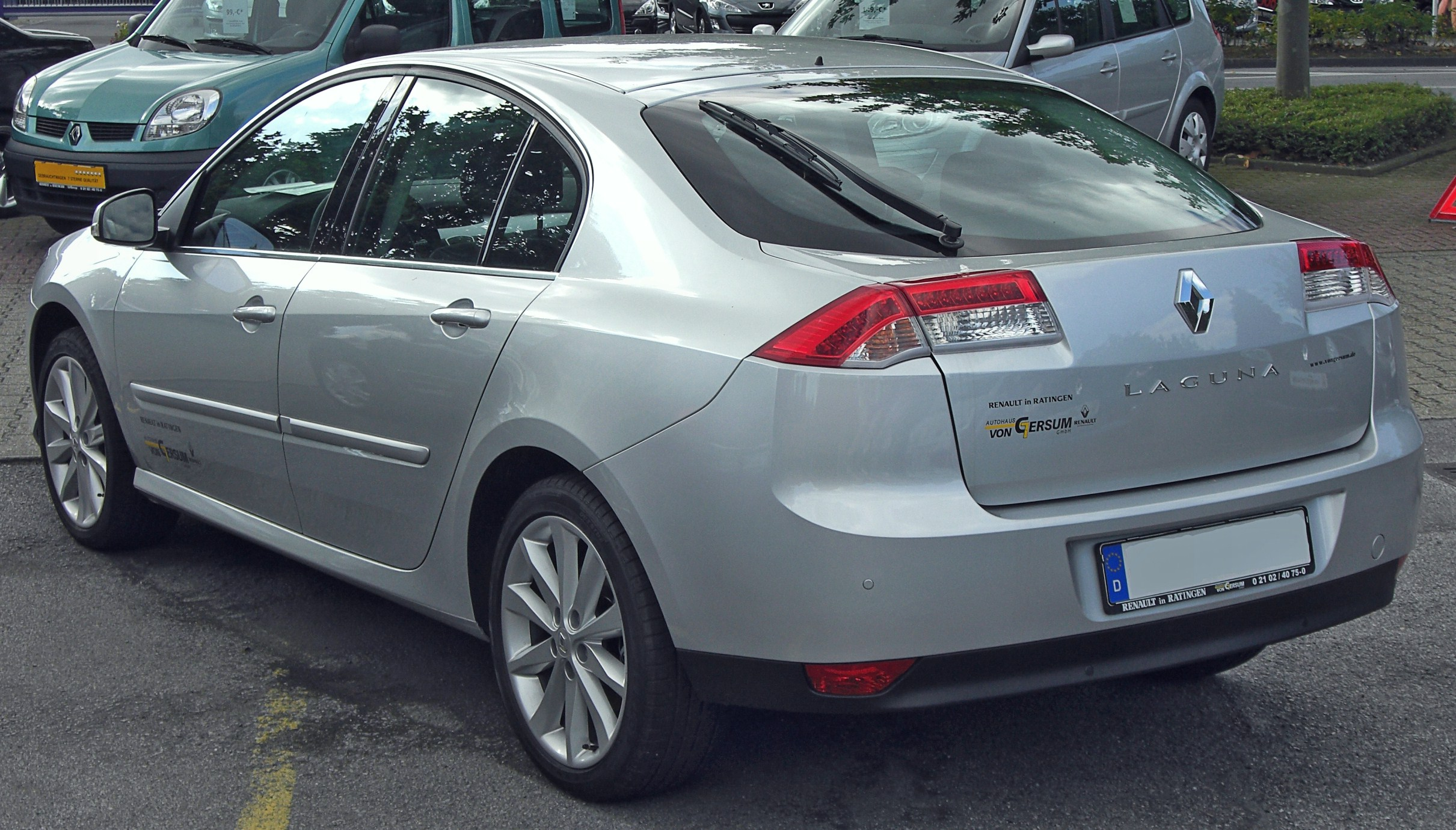
Renault Laguna III - tył

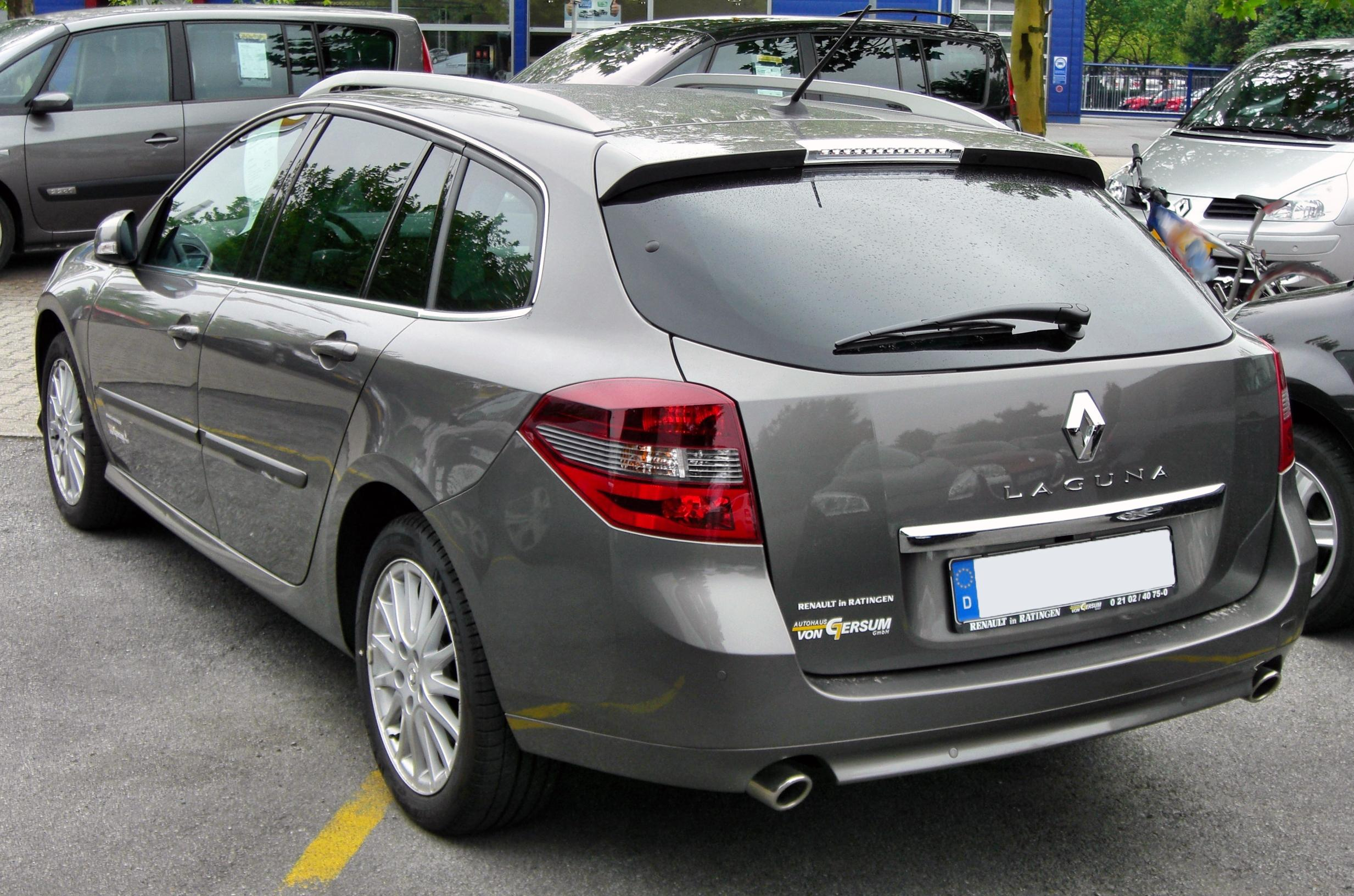
Renault Laguna III Kombi

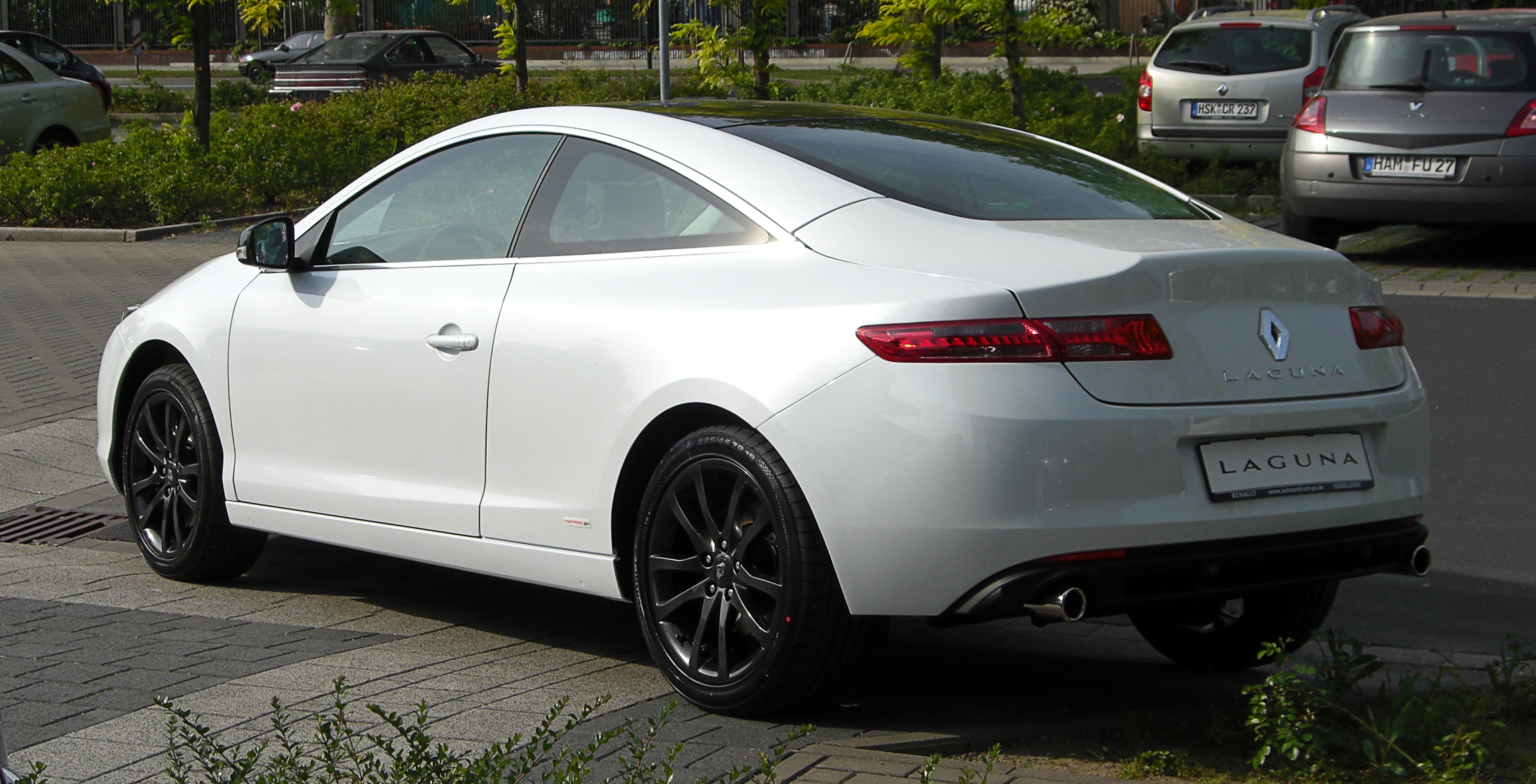
Renault Laguna III Coupe

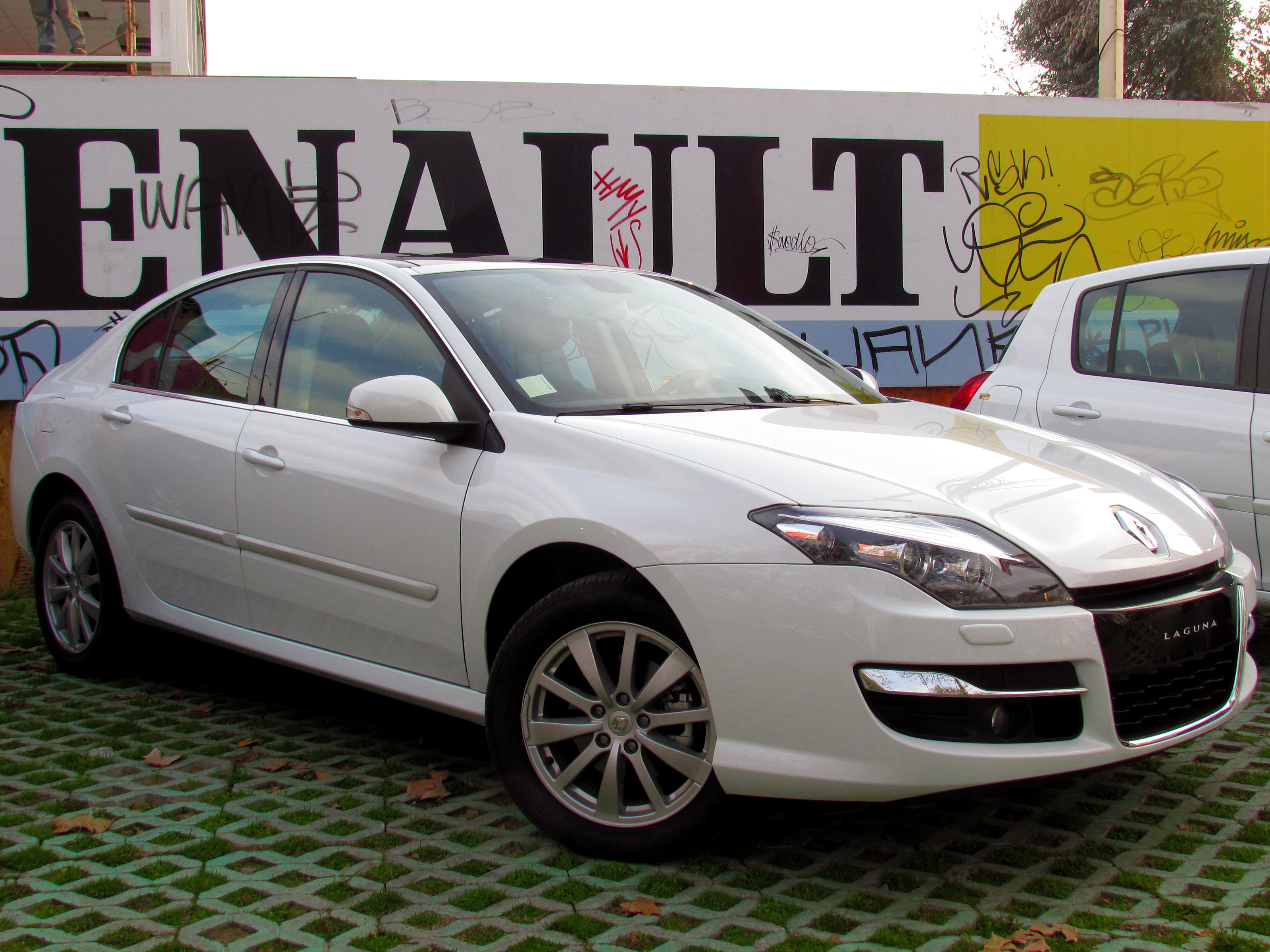
Renault Laguna III po liftingu

Renault Laguna III została zaprezentowana po raz pierwszy w 2007 roku.
Laguna trzeciej generacji została zaprezentowana podczas Międzynarodowej Wystawy Samochodowej we Frankfurcie w 2007 roku. Laguna III według zapewnień producenta miała być bardzo niezawodnym samochodem. Do polskich salonów trafiła jeszcze 19 października tego samego roku.
W Genewie w 2008 roku zaprezentowano Lagunę GT, występującą w dwóch wersjach: hatchback oraz kombi (GrandTour). Silniki wersji GT to jeden diesel: 2.0 dCi 180 KM oraz silnik benzynowy 2.0 (ten sam co w poprzedniej Lagunie GT) o mocy 205 KM. Laguna GT została też wyposażona w system czterech kół skrętnych 4Control. Ma on za zadanie ułatwić pokonywanie np. ciasnych zakrętów, przy pomocy skręcania również tylnych kół (nawet o 6°). Podczas jazdy nie przekraczającej 60 km/h tylne koła skręcają w przeciwną stronę niż koła przednie. Gdy przekroczymy prędkość 60 km/h, tylne koła skręcają w tym samym kierunku co przednie.
24 maja 2008 roku pokazano seryjną wersję Laguny Coupé. Najpierw na festiwalu filmowym w Cannes, dzień później na GP Monako.
W drugiej połowie 2009 roku lekkiemu liftingowi poddano wnętrze samochodu. W dużej mierze są to różnicę w zastosowanych materiałach i kilka elementów z modelu GT, które wówczas pojawiły się także w wersji Dynamique, dodatkowo wersja Dynamique z silnikami 2.0 170 i 205 KM oraz Dieslem 180 KM dostępna jest z systemem czterech kół skrętnych 4Control, który wcześniej zarezerwowany był jedynie dla wersji GT.
W 2013 roku producent ponownie odświeżył auto. Największych zmian dokonano w przedniej części auta, gdzie zamontowano światła LED do jazdy dziennej. Modyfikacje te tyczą się modeli z nadwoziem kombi oraz liftback, gdyż coupe takie dodatki miało już nieco wcześniej. We wnętrzu pojazdu dodano siedmiocalowy dotykowy ekran. Zamontowano także nową, sześciobiegową dwusprzęgłową skrzynię biegów EDC połączoną z silnikiem Diesla 1.5 dCi lub 2.0 dCi.
W lipcu 2015 został zaprezentowany następca, przy okazji którego nazwa Laguna przeszła do historii na rzecz emblematu Talisman. Ponadto w gamie Renault model ten zastąpił także model Latitude.

### Wersje wyposażenia
- Authentique
- Expression
- Limited
- SL Tech Run
- Dynamique
- Privilege
- GT (2008-2010) → 4 Control (2010-2015)
- Initiale Paris

Laguna oferowana była w 6 wersjach wyposażeniowych, każda z nich charakteryzowała się innym wyglądem wnętrza i coraz bogatszym wyposażeniem. Ceny zaczynały się od 69 500 złotych.

### Silniki
- Benzynowe

| Silnik             | Pojemność skokowa [cm³] | Moc maksymalna [KM] ( [kW] ) przy obr./min | Maks. moment obrotowy [Nm] przy obr./min | Układ i liczba cylindrów | Układ rozrządu/ liczba zaworów | Przyśpieszenie (s) 0-100 km/h | Prędkość maksymalna km/h | Spalanie (l/100km) miasto/trasa/średnio |
| ------------------ | ----------------------- | ------------------------------------------ | ---------------------------------------- | ------------------------ | ------------------------------ | ----------------------------- | ------------------------ | --------------------------------------- |
| 1.6 16v 110        | 1598                    | 110 (81)/6000                              | 151/4250                                 | R4                       | DOHC/16                        | 11,7                          | 192                      | 10,4/6,3/7,6                            |
| 2.0 16v 140        | 1997                    | 140 (103)/6000                             | 195/3750                                 | R4                       | DOHC/16                        | 9,1                           | 210                      | 10,7/6,3/7,9                            |
| 2.0 Turbo 170 Aut. | 1998                    | 170 (125)/5000                             | 270/3250                                 | R4                       | DOHC/16                        | 9,2                           | 220                      | 13,0/6,6/8,9                            |
| 2.0 Turbo GT       | 1998                    | 204 (150)/5000                             | 300/3000                                 | R4                       | DOHC/16                        | 7,8                           | 236                      | 11,5/6,5/8,2                            |
| 3.5 V6 240 Aut.    | 3498                    | 238(175)/6000                              | 330/4400                                 | V6                       | DOHC/24                        | 7,4                           | 244                      | 15,4/7,7/9,9                            |

- Diesla

| Silnik           | Pojemność skokowa [cm³] | Moc maksymalna [KM] ( [kW] ) przy obr./min | Maks. moment obrotowy [Nm] przy obr./min | Układ i liczba cylindrów | Układ rozrządu/ liczba zaworów | Przyśpieszenie (s) 0-100 km/h | Prędkość maksymalna km/h | Spalanie (l/100km) miasto/trasa/średnio |
| ---------------- | ----------------------- | ------------------------------------------ | ---------------------------------------- | ------------------------ | ------------------------------ | ----------------------------- | ------------------------ | --------------------------------------- |
| 1.5 dCi 110      | 1461                    | 110 (81)/4000                              | 240/2000                                 | R4                       | OHC/8                          | 12,1                          | 192                      | 6,1/4,5/4,9                             |
| 2.0 dCi 130      | 1995                    | 130 (96)/4000                              | 320/2000                                 | R4                       | DOHC/16                        | 10,6                          | 204                      | 7,8/5,1/6,0                             |
| 2.0 dCi 150      | 1995                    | 150 (110)/4000                             | 340/2000                                 | R4                       | DOHC/16                        | 9,5                           | 210                      | 7,8/5,1/6,0                             |
| 2.0 dCi 150 Aut. | 1995                    | 150 (110)/4000                             | 340/2000                                 | R4                       | DOHC/16                        | 9,8                           | 210                      | 9,6/5,6/7,0                             |
| 2.0 dCi 175      | 1995                    | 173 (127)/3750                             | 380/2000                                 | R4                       | DOHC/16                        | 8,7                           | 220                      | 8,6/5,4/6,5                             |
| 2.0 dCi GT       | 1995                    | 178 (131)/3750                             | 400/2000                                 | R4                       | DOHC/16                        | 8,5                           | 223                      | 8,6/5,5/6,5                             |
| 3.0 dCI 235 Aut. | 2993                    | 235 (173)/3750                             | 450/1500                                 | V6                       | DOHC/24                        | 7,3                           | 242                      | 10,1/5,7/7,2                            |